# Nancy-Marie Vuille

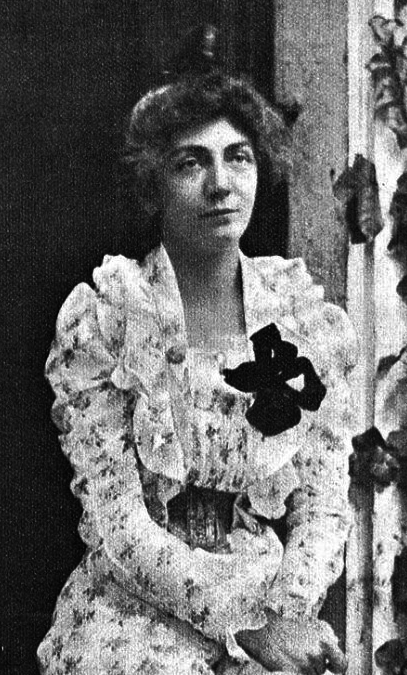
Nancy-Marie Vuille

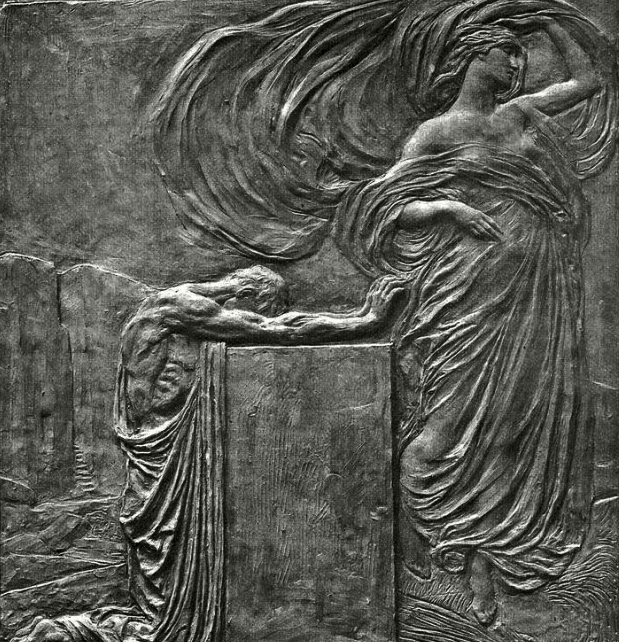
Grabrelief von Leonardo Bistolfi für Nancy-Marie Vuille

Nancy-Marie Vuille (* 25. November 1867 in Neuenburg; † 31. Januar 1906 in Genf; heimatberechtigt in La Sagne) war eine Schweizer Schriftstellerin. Ihr Pseudonym war André Gladès.

## Leben und Werk
Nancy-Marie Vuille war die Tochter des wohlhabenden Bierbrauers Louis Vuille und der Adèle, geborene Ladé.
Sie besuchte 1886 an der Universität Genf Literaturvorlesungen bei Édouard Rod, in den sie sich verliebte. Da ihre Liebe unerfüllt blieb, wurde aus dieser zwangsläufig eine «Literaturliebe». Rod unterstützte jedoch Vuilles schriftstellerische Tätigkeit. So verarbeitete sie ihre unerfüllten Wünsche bezüglich Rod in ihren drei Romanen und schrieb unter ihrem Pseudonym André Gladès die Bücher Der Lauf der Dinge, Widerstand und Das nutzlose Opfer.
Nancy-Marie Vuille starb an einem Herzversagen. Das Grabrelief für Vuille schuf Leonardo Bistolfi.

## Werk
- André Gladès, Au gré des choses, Paris, Perrin, 1895, deutsch: Der Lauf der Dinge
- André Gladès, Résistance, Paris, Perrin ; Lausanne, F. Payot, 1898, deutsch: Der Lauf der Dinge
- André Gladès, Le stérile sacrifice, Lausanne, F. Payot, 1901 ; Morges, Éd. Cabédita, 1988[6], deutsch: Das nutzlose Opfer
- André Gladès, Florence Monneroy, Lausanne, Payot et Cie, 1906.